# Ward Rock
Der Ward Rock ist eine rundliche Felsformation im ostantarktischen Enderbyland. Er ragt unmittelbar östlich der Howard Hills im nordöstlichen Teil der Scott Mountains auf.
Kartiert wurde der Felsen anhand von Luftaufnahmen, die 1956 im Rahmen der Australian National Antarctic Research Expeditions entstanden. Das Antarctic Names Committee of Australia (ANCA) benannte ihn nach Able Seaman Frederic George Ward (1901–unbekannt), Besatzungsmitglied der RRS Discovery bei der British Australian and New Zealand Antarctic Research Expedition (1929–1931).